# Lijst van afleveringen van Ik wed dat ik het kan!
Dit is een lijst van afleveringen van Ik wed dat ik het kan!

## Seizoen 1

### Uitdagingen
| Naam uitdager                                                         | Uitdaging                                                                               | Gelukt? |
| --------------------------------------------------------------------- | --------------------------------------------------------------------------------------- | ------- |
| Johan van Leijden                                                     | Binnen tweeënhalve minuut minimaal tien top-tennissters herkennen aan hun gekreun.      | ja      |
| Koen Scharrenberg                                                     | Binnen 1 minuut 22 honkbalknuppels doorbreken met scheenbeen.                           | ja      |
| Kurt Alexander & Vivienne Vicente en Omar Lovert & Joyce Silva Xavier | De meeste salsaspins maken binnen 1,5 minuut.                                           | n.v.t.  |
| Marcel Zeevalkink                                                     | 3,5 minuut onder water blijven zonder zuurstoffles                                      | nee     |
| Joep de Kort                                                          | Binnen 2 minuten minimaal 20 komkommers doorsnijden met behulp van een driftauto        | ja      |
| Eric Jonkman                                                          | 70 bierflesjes in anderhalve minuut openen met een kettingzaag                          | ja      |
| Jan Oedse Tjeerdsma                                                   | Binnen 1 minuut 30 BH's openen met 1 hand                                               | ja      |
| Anoniem                                                               | 3 meter ver plassen                                                                     | nee     |
| Edgar van der Klein                                                   | Met blinddoek op 25 stofzuigers herkennen                                               | ja      |
| Kars van Kouwen                                                       | 3,5 minuut onder water blijven zonder zuurstoffles                                      | ja      |
| Jordy van de Broek                                                    | In 20 seconden door 10 veiligheidsruiten heen rennen                                    | ja      |
| Ceriel Plezier                                                        | In 1,5 minuut 20 voetballers herkennen aan hun kuit                                     | ja      |
| Loes van Bommel                                                       | Binnen 2 minuten van minimaal 40 woorden zeggen hoeveel letters ze bevatten             | nee     |
| Edwin van Gorp                                                        | 15 songfestivalfragmenten herkennen aan de intro binnen 2,5 minuut                      | nee     |
| Rick Koekoek                                                          | Vanuit stilstand over een lat van 1 meter 30 springen met een fiets                     | ja      |
| Marjolein van Rijn                                                    | Een caravan 50 meter voorttrekken met piercings in rug                                  | ja      |
| Tessa Voorhorst                                                       | 350 koprollen maken binnen 10 minuten                                                   | ja      |
| Manuel Gutierrez Rojas                                                | 400 decimalen van het getal π opnoemen                                                  | ja      |
| Pablo van Dick                                                        | 21 mensen in Renault Twingo proppen                                                     | ja      |
| Jean Louis Becker                                                     | Van een luchtballon springen met een parachute en er weer op landen                     | ja      |
| Jim Rodenburg                                                         | In minder dan 20 seconden door 10 veiligheidsruiten heen rennen                         | nee     |
| Jeanne Driessen                                                       | Van lange zinnen de hoeveelheid lettergrepen opnoemen                                   | ja      |
| Steven Castelein                                                      | 35 bierkratten stapelen terwijl de kandidaat zelf boven op de toren zit                 | nee     |
| Jordan van der Sterre                                                 | Automerken herkennen aan hun logo's                                                     | ja      |
| Carlo de Vroede                                                       | Geblinddoekt 3 van de 5 strafballen tegenhouden                                         | nee     |
| Hilbert van Bennekom                                                  | Minimaal 1000 decimalen van het getal π opnoemen                                        | ja      |
| Rob van Rijn                                                          | Een caravan binnen 38 seconden 50 meter voorttrekken                                    | ja      |
| Marc Scholman                                                         | De meeste achterwaartse salto's in een minuut maken                                     | ja      |
| Danique van der Arend                                                 | De meeste achterwaartse salto's in een minuut maken                                     | nee     |
| Bas Pasman                                                            | 30 nationale vlaggen herkennen en de bijbehorende hoofdstad weten binnen 1,5 minuut     | nee     |
| Hans Groenendijk                                                      | Binnen 2 minuten van minimaal 40 woorden zeggen hoeveel letters ze bevatten             | ja      |
| Tessa van der Eng                                                     | Nations of the world van Animaniacs foutloos zingen.                                    | ja      |
| Wim Spee                                                              | 35 bierkratten stapelen terwijl de kandidaat zelf boven op de toren zit.                | nee     |
| Nelson de Kok                                                         | 50 keer een voetbal om de voet laten draaien.                                           | ja      |
| Anthony Kelly                                                         | 30 pijlen met de blote hand uit de lucht kan vangen binnen twee minuten.                | nee     |
| Derk Hofs                                                             | Binnen 2 minuten 12 Donald Duck covers herkennen.                                       | ja      |
| Bjorn Wijnants                                                        | Hangend op de kop 30 vlammen blazen met 1 slok lampenolie.                              | ja      |
| Thomas Vogel                                                          | Binnen 1 minuut 60 BH's openen met 1 hand                                               | ja      |
| Joep de Kort                                                          | Binnen 2 minuten meer dan 27 komkommers doorsnijden met behulp van. een driftauto       | nee     |
| Jesse Heeringa                                                        | Meer dan 20 voetbalbenen herkennen binnen 1 minuut 27                                   | ja      |
| Wim El Guapo & Barbara Hendrix en Randolph Brion & Lilly Cnubben      | De meeste salsaspins maken.                                                             | n.v.t.  |
| Ferry Verwey                                                          | Een basketbal laten draaien op 20 verschillende voorwerpen                              | ja      |
| Harvey van Diek                                                       | 15 vogelgeluiden herkennen in 2 minuten                                                 | nee     |
| Norbert Uyterlinde                                                    | WC-ontstoppers op een rug kan werpen en laten plakken in 1,5 minuut                     | nee     |
| Mark, Hicham, Roy, Jurgen, Christiaan, Kevin en Goof                  | Verplassen                                                                              | n.v.t.  |
| Loes van Bommel                                                       | Binnen 2 minuten van meer dan 40 woorden zeggen hoeveel letters ze bevatten             | ja      |
| Bas Donders                                                           | Van elke zin uit de Harry Potter reeks zeggen uit welk boek en welk hoofdstuk hij komt. | ja      |
| Jurgen van Dorp                                                       | 25 watermeloenen breken met het hoofd binnen 2 minuten                                  | nee     |
| Eric Jonk en Marco Mollink                                            | De meeste bierflesjes openen met een kettingzaag                                        | n.v.t.  |
| Hendrik van het Hof                                                   | Zijn koeien blind herkennen aan de uiers                                                | ja      |

### Kijkcijfers
De afleveringen van Ik wed dat ik het kan! in het jaar 2008 trokken in Nederland tussen de 600.000 en 1 miljoen kijkers.

## Seizoen 2

### Uitdagingen
| Naam uitdager                                                                | Uitdaging | Gelukt? |
| ---------------------------------------------------------------------------- | --- | ------- |
| Remi Pastoor                                                                 | Binnen 2 minuten minimaal 50 wasknijpers op het gezicht plaatsen                                                               | nee     |
| Leandro Kasdiran                                                             | 80 jackhamers doen | nee     |
| Theo Jongedijk                                                               | met behulp van een trampoline een slamdunk van 5,5 meter maken                                                                 | ja      |
| Bob Zwep                                                                     | De complete stamboom van de koninklijke familie opnoemen                                                                       | ja      |
| Martin van Straaten                                                          | 50 betonblokken met een ei doorslaan zonder dat deze breekt                                                                    | ja      |
| Selwyn uit de Bulten                                                         | Door melk uit zijn ogen te spuiten binnen twee minuten zes kaarsen doven                                                       | ja      |
| Jan Wouters                                                                  | De weekdag opnoemen van alle data vanaf het begin van de jaartelling                                                           | nee     |
| Carlo Boszhard en Nicolette van Dam                                          | In een zo lang mogelijke tijd een parcours afleggen per fiets (winnaar: Nicolette)                                             | n.v.t.  |
| Davied Raber                                                                 | Meer dan 7 seconden 19 melkkratten op de kin balanceren                                                                        | ja      |
| Lisa Vos                                                                     | 3 glazen optillen met voeten en vervolgens in hand nemen met lijf over hoofd gebogen                                           | ja      |
| Martin Allen Gray                                                            | Met drie draaiende kettingzagen jongleren                                                                                      | nee     |
| Willem Heijningen                                                            | In een touw van 30 meter klimmen                                                                                               | nee     |
| Jacquelien Koele                                                             | 10 deodoranten herkennen aan de geur                                                                                           | nee     |
| Sepp den Hollander                                                           | 20 wandsalto's maken in een minuut                                                                                             | ja      |
| Luc Sleegers                                                                 | 10 posities uit de eerste 500 getallen na de komma van π weten                                                                 | ja      |
| Erik van Leeuwen                                                             | In een minuut minimaal 15 Gouden Gidsen doorscheuren                                                                           | ja      |
| Carlo Boszhard en Nicolette van Dam                                          | Met drie vrijwilligers uit het publiek vier ballonnen zo ver opblazen dat ze ontploffen (winnaar: Nicolette)                   | n.v.t.  |
| Cees Bakker                                                                  | In drie minuten twee keer vijf bowlingballen op elkaar stapelen                                                                | ja      |
| Corne Vromans                                                                | Binnen een minuut vijf condooms via de neus door de mond trekken                                                               | ja      |
| Jeroen Gulien                                                                | In 2 minuten vijftien papegaaien herkennen aan het geluid                                                                      | nee     |
| Patrick Smit en Bart Bazelmans                                               | In zo kort mogelijke tijd over 10 meter flessen fietsen                                                                        | nee     |
| Luc den Bieman                                                               | In 45 seconden 20 keer van de ene naar de andere kant van een galopperend paard springen                                       | ja      |
| Soraya Telgenkamp                                                            | Binnen 2 minuten de waarden van elke letter van 20 woorden bij elkaar optellen (A=1 en Z=26)                                   | ja      |
| Erik Akkersdijk                                                              | Binnen 1,5 minuut een Rubik Kubus oplossen met de voeten                                                                       | ja      |
| naam z.s.m.                                                                  | Binnen 2 minuten minimaal 50 wasknijpers op het gezicht plaatsen                                                               | ja      |
| Kiran Harpal                                                                 | Een basketbal op 21 voorwerpen laten draaien                                                                                   | ja      |
| Carlo Boszhard en Nicolette van Dam                                          | Met drie mensen uit het publiek vier pingpongballen in een bak spugen (winnaar: Nicolette)                                     | (niet)  |
| Xolali Joval                                                                 | Binnen 1,5 minuut minstens 65 keer tegen het eigen hoofd trappen                                                               | ja      |
| Studenten Harmonie Orkest Twente (SHOT)                                      | Binnen 1 minuut 40 personen in busje proppen en nog muziek spelen                                                              | ja      |
| Cyro Stam                                                                    | Alle treinen van Thomas de Stoomlocomotief kennen                                                                              | ja      |
| Bart Bazelmans                                                               | Met fiets over 3 brandende auto's springen                                                                                     | ja      |
| Erik van de Wal                                                              | 35 Suske en Wiske strips herkennen aan de eerste afbeelding                                                                    | ja      |
| Sjaak Harteveld                                                              | In een minuut 6 aanvallers met wandelstok weren en twee bakstenen doorslaan                                                    | ja      |
| Niek van Langen                                                              | 15 meter onder water fietsen                                                                                                   | ja      |
| Kim Oosterhof                                                                | Aan de intro van 10 Jan Smit-nummers het nummer, album en het jaar herkennen                                                   | ja      |
| Joost van Kessel en Natalie Peeters                                          | 30 spins om de nek van partner maken                                                                                           | ja      |
| Carlo Boszhard en Nicolette van Dam                                          | In een zo kort mogelijke tijd een touw door de kleding van henzelf en drie mensen uit het publiek trekken (winnaar: Nicolette) | n.v.t.  |
| Marit Harte                                                                  | Ik wed dat ik 20 keer om mijn eigen hoofd kan lopen                                                                            | ja      |
| José den Burger                                                              | 10 willekeurige honden geblinddoekt herkennen door ze te voelen                                                                | nee     |
| Willie Horstman                                                              | Binnen 2,30 minuut badmuts vullen met 200 liter water                                                                          | nee     |
| Rob de Bruijn en Joni Euverman                                               | Binnen een zo kort mogelijke tijd in een touw van 30 meter klimmen                                                             | n.v.t.  |
| Kirsten Nas                                                                  | 5 willekeurige scènes van de politieserie Flikken Maastricht, de tekst uit het hoofd kennen                                    | nee     |
| Jitse van der Valk                                                           | 50 flanken maken in 1 minuut                                                                                                   | ja      |
| Djon Nyunai Albert                                                           | 30 seconden dansend 3 flessen op het hoofd balanceren                                                                          | ja      |
| Manouk Gijsman                                                               | 270 meter toiletrol schaatsend om zich heen spinnen                                                                            | nee     |
| Carlo Boszhard en Nicolette van Dam                                          | Een T-shirt uit het ijs hakken en aantrekken (winnaar: Nicolette)                                                              | n.v.t.  |
| Roy Klaassen                                                                 | 8 lepels op het gezicht laten hangen binnen 2 minuten                                                                          | nee     |
| Robert van 't Geloof                                                         | 10 willekeurige molens uit Nederland kennen en weten in welke plaats ze staan                                                  | ja      |
| Aad Martijn                                                                  | 10 grindtegels in 1 minuut op de buik kapot laten slaan                                                                        | ja      |
| Joost Conijn                                                                 | Meer dan 77 keer tegen het eigen hoofd trappen binnen 1,5 min                                                                  | ja      |
| Peter van Papenrecht                                                         | 5 willekeurige wc brillen herkennen met het achterwerk                                                                         | nee     |
| Hervé Ntang                                                                  | Zich binnen 2 minuten omkleden terwijl hij een bal hooghoudt                                                                   | ja      |
| Kelvin de Ruiter                                                             | Een treinstel van 97.000 kilo minimaal 25 meter voorttrekken                                                                   | ja      |
| Merijn Zijlstra                                                              | Aan de cijfers van de postcodes zien bij welke plaats hij hoort binnen 2 minuten                                               | nee     |
| Yannick Raat                                                                 | Een slamdunk maken van meer dan 6 meter                                                                                        | ja      |
| Carlo Boszhard en Nicolette van Dam                                          | Binnen 2 minuten bij alle 4 de kinderfoto’s de juiste mensen uit het publiek halen (winnaar: Carlo)                            | n.v.t.  |
| Dennis Baart                                                                 | 40 spijkers op elkaar stapelen                                                                                                 | nee     |
| Jeffrey Latour                                                               | 56 kilo wegende vrouw 4 meter wegwerpen                                                                                        | ja      |
| Steven de Borst                                                              | 10 eieren laten knappen door handen achterover te buigen                                                                       | ja      |
| Liona Ferwerda                                                               | Van minimaal 25 BN'ers de kinderen noemen                                                                                      | ja      |
| Heidi Tijhof                                                                 | 10 deodoranten herkennen aan de geur                                                                                           | nee     |
| Richard van Dinther                                                          | Kerstboom optuigen met vorkheftruck                                                                                            | nee     |
| Richard Both                                                                 | Alle Nederlandse treintrajecten weten                                                                                          | ja      |
| Oliver (achternaam onbekend)                                                 | Binnen 1 minuut 5 dames tussen de tanden door het midden van de studio dragen                                                  | ja      |
| Kelly, Amarins en Margreet                                                   | 15 achterwaartse dubbele salto's maken binnen 1,5 minuut                                                                       | ja      |
| Carlo Boszhard en Nicolette van Dam                                          | Met een team het snelst de lampjes in een snoer kerstverlichting draaien en laten verlichten (winnaar: Carlo)                  | n.v.t.  |
| David Vorderman                                                              | 16 tennisballen in 1 hand nemen binnen 1,5 minuut.                                                                             | nee     |
| Bert van Aalten                                                              | Zijn patiënten uitsluitend aan het gebit herkennen.                                                                            | ja      |
| Boyke Hornman                                                                | 2 minuten ondersteboven in een paal hangen met wijde benen.                                                                    | nee     |
| Jane Rose                                                                    | 2 minuten ondersteboven in een paal hangen met wijde benen.                                                                    | nee     |
| Hawta                                                                        | Op het hoofd spinnen en binnen 1,5 minuut uitkleden.                                                                           | ja      |
| Mitch Schomaker                                                              | 25 afleveringen van Samson en Gert herkennen aan stills.                                                                       | ja      |
| Fabian de Bree                                                               | 5 van zijn ± 60 knuffels herkennen met blote voeten.                                                                           | ja      |
| Ferry Kok                                                                    | Meer dan 2x5 bowlingballen stapelen binnen 3 minuten.                                                                          | ja      |
| Denche Lukman                                                                | In 2 minuten bij 10 wijnflessen de bodem uit de fles slaan door met een krant op de bovenkant te slaan.                        | ja      |
| Fred van Bruchem                                                             | 5 vuurwerksoorten herkennen aan de explosie.                                                                                   | ja      |
| Carlo Boszhard en Nicolette van Dam                                          | Met mensen uit het publiek marshmallows uit de lucht happen terwijl de kandidaten vastzitten aan een muur (winnaar: Carlo).    | n.v.t.  |
| Gairo Flores                                                                 | Geblinddoekt Ferrari's herkennen.                                                                                              | ja      |
| Rein Haagenaars                                                              | 20 keer eskimoteren in 1 minuut.                                                                                               | ja      |
| Henry Vos                                                                    | In 1 minuut 8 koekenpannen oprollen.                                                                                           | ja      |
| Dion Varossieau                                                              | Uit 1 zin uit een musical van Joop van den Ende het nummer herkennen.                                                          | nee     |
| Siem de Bruijn                                                               | De Latijnse naam kennen van kamerplanten.                                                                                      | ja      |
| Twan van Hoof                                                                | Dieren herkennen aan de geur van hun uitwerpselen.                                                                             | nee     |
| Boyd Bindels                                                                 | Minstens 61 flanken maken in 1 minuut.                                                                                         | ja      |
| Els van Tricht                                                               | Mensen herkennen aan hun voeten.                                                                                               | ja      |
| Carlo Boszhard en Nicolette van Dam                                          | Uit het publiek 1000 kilogram aan mensen uit het publiek verzamelen (winnaar: Nicolette)                                       | n.v.t.  |
| Douwe Macaré                                                                 | 25 kickflips in 1 minuut maken.                                                                                                | ja      |
| Marvin de Jong                                                               | 25 dartpijlen herkennen van bekende darters binnen 2 minuten.                                                                  | ja      |
| Marjolein Oeben                                                              | 5 lippenstiften/lipglosse's herkennen door ze te ruiken.                                                                       | ja      |
| Brahim Oughzou                                                               | 75 keer een Shaolin ketting onder hem door halen                                                                               | ja      |
| Mario van Horik                                                              | Een badmuts vullen met 200 liter water.                                                                                        | ja      |
| Ilse de Jong                                                                 | 25 willekeurige lijken herkennen uit de serie Baantjer, en de afleveringen erbij noemen.                                       | ja      |
| Maarten Crul                                                                 | Van 30 vlaggen het land herkennen en de hoofdstad.                                                                             | ja      |
| Jordy van Eijndhoven                                                         | 10 liedjes van Frans Bauer herkennen aan de intro.                                                                             | ja      |
| Carlo Boszhard en Nicolette van Dam                                          | Pantytrekken met het uiteinde van de panty om het hoofd (winnaar: Carlo)                                                       | n.v.t.  |
| Leandro Kasdiran                                                             | 80 jackhammers doen. | ja      |
| Marty le Gray                                                                | Met drie draaiende kettingzagen jongleren.                                                                                     | ja      |
| Roy Klaassen                                                                 | 8 lepels aan het gezicht hangen binnen 2 minuten.                                                                              | nee     |
| Dennis Baart                                                                 | 40 spijkers op elkaar stapelen binnen 2 minuten.                                                                               | nee     |
| David Vorderman                                                              | 16 tennisballen in zijn hand houden binnen 1,5 minuut.                                                                         | nee     |
| Jan Wouters                                                                  | De weekdata noemen van alle data vanaf het begin van de jaartelling.                                                           | ja      |
| Manouk Gijsman                                                               | 270 meter toiletrol in een pirouette uitrollen.                                                                                | ja      |
| Jane Rose, Kelly Clarent, Boyke Hornmans, Sofie van Helden en Melissa O’Niel | Zo lang mogelijk ondersteboven in een paal hangen.                                                                             | n.v.t.  |
| Norbert Uyterlinde                                                           | 20 wc-ontstoppers op een rug werpen en laten plakken in 1,5 minuut.                                                            | nee     |
| Carlo Boszhard en Nicolette van Dam                                          | Met iemand uit het publiek Pantytrekken met het uiteinde van de panty om het hoofd (winnaar: gelijkspel)                       | n.v.t.  |
| Steven de Borst                                                              | In 1 minuut met de rug van zijn hand 10 eieren breken door de vingers naar achteren te buigen                                  | ja      |
| Koen Scharrenberg                                                            | Binnen 1 minuut meer dan 23 honkbalknuppels breken met het scheenbeen                                                          | ja      |
| Joost Conijn                                                                 | Meer dan 121 keer tegen het eigen hoofd schoppen binnen 1,5 minuut                                                             | ja      |
| Jan Wouters                                                                  | 20 melkkratten minuten 10 seconden laten balanceren op de kin.                                                                 | ja      |
| Selwyn uit den Bulten                                                        | Door melk uit de ogen te spuiten meer dan 6 kaarsen doven in 2 minuten.                                                        | ja      |
| Lisa Vos                                                                     | 3 glazen optillen met voeten en vervolgens in hand nemen met lijf over hoofd gebogen (staan dieper)                            | ja      |
| Roy Klaassen                                                                 | 8 lepels aan het gezicht hangen binnen 2 minuten.                                                                              | ja      |

### Kijkcijfers
Een aflevering van Ik wed dat ik het kan! trok in het tweede seizoen gemiddeld 1 miljoen kijkers.